# خوان سيباستيان فيفانكو
خوان سيباستيان فيفانكو مواليد 14 أبريل 1990، هو لاعب كرة مضرب إكوادوري. أعلى ترتيب له في تصنيف رابطة محترفي كرة المضرب في الفردي كان المركز الـ 706 في سنة 2011. أعلى تصنيف له في الزوجي كان 642.

## روابط خارجية
- خوان سيباستيان فيفانكو على موقع رابطة محترفي التنس (الإنجليزية)
- خوان سيباستيان فيفانكو على موقع الاتحاد الدولي لكرة المضرب (الإنجليزية)